# Freundlichkeitsfalle
Die Freundlichkeitsfalle von Romy Fröhlich ist ein Erklärungsversuch für eine Besonderheit der geschlechtsspezifischen Arbeitsmarktsegmentation speziell im Berufsfeld der Public Relations, nämlich dessen überdurchschnittlich starke Feminisierung bei gleichzeitig nicht realisierter beruflicher Chancengleichheit von Frauen und Männern in diesem Berufsfeld.

## Ausgangspunkt
In allen westlichen Industrienationen ist mittlerweile ein Feminisierungstrend der Public Relations zu beobachten. In der Ausbildung für Öffentlichkeitsarbeit liegt der Frauenanteil sogar bei 80 %. Da es bisher keine wissenschaftlich gesicherten Befunde für die Ursache der empirisch belegten Feminisierung der PR gibt, existieren verschiedene spekulative Erklärungsversuche. Diese lassen sich unterscheiden in (1) strukturtheoretisch argumentierende Versuche (z. B. strukturelle Besonderheiten des PR-Arbeitsmarkts wie ‚Agentursegment‘ vs. ‚Unternehmenssegment‘) und (2) akteurtheoretisch argumentierende, wobei sich letztere unterscheiden lassen nach (2.1.) psychologischen Erklärungsansätzen und solchen, die auf Basis der sogenannten (2.2.) Humankapitaltheorie argumentieren.
Die „Freundlichkeitsfalle“ argumentiert akteurstheoretisch und erklärt die starke Feminisierung im Berufsfeld PR mit den unterschiedlichen psychologischen Charakteristika der männlichen und weiblichen Berufsakteure. Hierbei wird vermutet, dass Kommunikation eine spezifische (sozialisations- und/oder biologisch) bedingte Stärke von Frauen ist, die sie als ganz besonders geeignet, um nicht zu sagen als besonders ‚qualifiziert‘ für Public Relations erscheinen lässt. Dabei wird angenommen, dass Frauen die idealen Voraussetzungen mitbringen für die auf Konsens, Dialog und Verhandlung angelegten kommunikativen Herausforderungen des PR-Berufes – Voraussetzungen, so wird vermutet, die sich nicht ohne weiteres erlernen lassen. In diesem Zusammenhang entwarf z. B. die US-amerikanische Kommunikationswissenschaftlerin Linda Aldoory ihr „feminist model of leadership“. Grunig, Toth und Hon bezeichnen den weiblichen Input im PR-Feld („feminist values that have implications for public relations practice (…) a practice that is truly professional, truly ethical, and truly effective.“) gar als „revolution of the heart“ und interpretieren spezifisch psychologische Charakteristika von Frauen als weibliche Expertise und Überlegenheit im Berufsfeld PR.
Die konstruierte Kausalkette ist einfach: Weil PR-Kommunikationsaufgaben quasi per definitionem auf Dialog, gegenseitiges Verständnis, Ausgleich, Austausch und Konfliktmanagement ausgerichtet sind und Frauen auf Grund ihrer vermeintlich ‚natürlichen‘ Qualifikation als besonders geeignet erscheinen für diese spezifischen Kommunikationsaufgaben, werden sie vom PR-Arbeitsmarkt auch stärker nachgefragt. Umgekehrt entdecken Frauen auf Grund des eigenen Bewusstseins über diese ihnen von Kindesbeinen an zugeschriebenen ‚besonderen‘ Fähigkeiten auch von sich aus PR zunehmend als interessantes Berufsfeld.
Trotzdem haben Frauen aber auch im Berufsfeld PR nicht die gleichen Chancen wie Männer. Berufs- und Ausbildungsstatistiken zeigen vielmehr, dass mit zunehmender Dauer der Berufstätigkeit der Frauenanteil wieder sinkt. Auch die Unterschiede in den Hierarchie- und Statuspositionen von Männern und Frauen treten umso deutlicher zutage, je länger die Berufstätigkeit dauert. Demnach herrscht auch in der PR die übliche geschlechtsspezifische Arbeitsmarktsegmentation vor.

## Grundannahmen der „Freundlichkeitsfalle“
Fröhlich argumentiert, dass die besseren kommunikativen Fähigkeiten von Frauen vor allem das Resultat ihrer geschlechtsspezifischen Sozialisation sind: Frauen erlernen im Laufe ihrer Sozialisation im Unterschied zu Männern vor allem sogenannte „consiliatory gestures“ –– Fröhlich et al. sprechen von „Beschwichtigungsgesten“ –– was ihrer in fast allen Kulturen niedrigeren Statusposition geschuldet ist. Ihr individuelles Interaktions- und Kommunikationsverhalten ist weitgehend diesem Status angepasst. Frauen bringen also, so Fröhlich in Anlehnung an Alfermann möglicherweise tatsächlich eher als Männer solche kommunikativen Fähigkeiten mit, die ihnen beim Einstieg in den PR-Beruf einen Vorteil verschaffen,  sich dann aber beim Verbleib und Aufstieg im Berufsfeld PR als eher hinderlich erweisen können. Denn möglicherweise werden diese Fähigkeiten zu einem Nachteil umkodiert, dann nämlich, wenn der ‚weiche’ Kommunikationsstil von Frauen, für den sie eigentlich gelobt werden, in aufstiegsrelevanten kompetitiven Situationen als mangelnde Durchsetzungs- und Konfliktfähigkeit oder als schwach ausgebildeten Führungsqualitäten ausgelegt werden – ein Effekt, den Fröhlich als ‚Freundlichkeitsfalle’ bezeichnet: Die betroffenen Frauen müssen und können ohne Probleme den zunächst an sie gestellten (geschlechtsspezifischen) Erwartungen gerecht werden, und zwar nicht zuletzt auch deshalb, weil diese Erwartungshaltung durchaus auch ihrer eigenen entspricht und mit ihren eigenen, individuellen Vorstellungen von den Anforderungen des PR-Berufsfelds deckungsgleich ist. Sie verlassen sich dann aber zu lange Zeit darauf, dass es gerade ihre geschlechtsspezifischen kommunikativen Fähigkeiten sind, die ihnen das Fortkommen in den PR sichern. Die ‚Falle‘ schnappt also zu, ohne dass es die betroffenen Frauen selbst überhaupt merken.

Bei Fröhlich et al. heißt es dazu: 

„Es sind vor allem die ‚freundlichen‘ Argumentationen über die besondere Eignung von Frauen für PR, die uns im wahrsten Sinne des Wortes ‚fesseln‘, denn die weit verbreitete These von der besonderen kommunikativen weiblichen Begabung erscheint im Berufsfeld PR als ein neues Rollenkorsett, das zwar im positiven Gewande daherkommt, Flexibilität im Handeln und situationsbedingtes Verhalten aber genauso erschwert wie ältere, weniger ‚freundliche‘ Stereotype. Auch dieses neue Rollenkorsett sanktioniert abweichendes Verhalten und erweist sich damit für Frauen, die ihm – auch aus professionellen Gründen! – nicht gerecht werden können oder wollen, als Karrierekiller. Das ‚freundliche‘ Stereotyp von der besonderen kommunikativen Begabung wirkt außerdem als Innovationsbremse auf Frauen zurück, weil es gesellschaftliche und berufliche Rollenerwartungen zementiert und Veränderungen im Selbstkonzept von Frauen erschwert. Auch deshalb erscheint die These von der besonderen kommunikativen Begabung von Frauen im Berufsfeld PR als ‚Freundlichkeitsfalle‘.“

## Rezeption
In der Wissenschaft hat sich die Theorie bereits etabliert und wird vielfach zitiert. In der internationalen Literatur wird die Theorie unter friendliness trap rezipiert.